# La Rue, l'École, le Square
Albums de Anne Sylvestre
Chansons pour… La Petite Josette
La Rue, l'École, le Square est un album d'Anne Sylvestre pour les enfants, paru dans sa maison de production en 1979. L'album alterne chansons et petites histoires racontées par la chanteuse.

## Historique
Cet album rassemble les titres de trois EP sortis en 1975-1976 : La Rue (pistes 1-4), L'École (pistes 5-9) et Le Square (pistes 10-14).
L'album est sorti en 1979. Il a été réédité par EPM Musique en 2006 sous le titre La Ville aux enfants. 
« Ces chansons évoquent la ville, l'école ou encore le square et ses jeux pour enfants, tels que le toboggan ou la balançoire. »

## Titres
Toutes les chansons sont écrites et composées par Anne Sylvestre.
| No  | Titre                           | Durée      |
| --- | ------------------------------- | ---------- |
| 1.  | Balaie l'eau                    | 3 min 38 s |
| 2.  | Menthe, abricot, cerise         | 2 min 44 s |
| 3.  | La Ville aux enfants            | 3 min 15 s |
| 4.  | Mathilde et les Traits          | 3 min 00 s |
| 5.  | Vole haut                       | 2 min 10 s |
| 6.  | Sens propre, sens figuré        | 2 min 00 s |
| 7.  | À la récré                      | 2 min 30 s |
| 8.  | Comptine à compter              | 40 s       |
| 9.  | Géographie                      | 1 min 38 s |
| 10. | Balan balançoire                | 2 min 32 s |
| 11. | Eugène et le Vélo normal        | 2 min 50 s |
| 12. | Le Toboggan                     | 1 min 40 s |
| 13. | Bicyclette - Patins à roulettes | 1 min 50 s |
| 14. | Petite musique pour gambader    | 2 min 00 s |

## Production
- Production : Anne Sylvestre
- Direction Musicale : François Rauber
- Paroles et musique : Anne Sylvestre
- Prise de son : Gérard Pillant (Studio E.T.A. Gaffinel)
- Chœurs : Les Bécasses
- Illustration de pochette : René Biosca